# Гильдепранд (герцог Сполето)
Гильдепра́нд (лат. Hildeprandus; умер в 788) — герцог Сполето (774—788), последний лангобардский правитель Сполетского герцогства.

## Биография

### Приход к власти
О происхождении Гильдепранда ничего не известно. «Liber Pontificalis» говорит о нём как о знатном человеке, долгое время «находившемся под покровительством римского престола». Это может свидетельствовать, что ещё до получения Сполетского герцогства Гильдепранд был союзником папы римского и врагом короля лангобардов Дезидерия.
Когда в 773 году войско правителя Франкского государства Карла Великого вторглось в Италию, к папе римскому Адриану I приехали несколько знатных сполетцев, врагов Дезидерия и его ставленника, местного герцога Теодиция, с предложением передать город под власть Престола святого Петра. В 774 году, после того как король лангобардов был осаждён франками в Павии, в Рим прибыло новое посольство из Сполето. С почётом принятое Адрианом, оно за всех жителей города поклялось в верности папе. Таким образом, по словам средневековых анналов, было положено реальное начало созданию Папской области. По просьбе сполетцев папа поставил герцогом своих новых владений Гильдепранда. Позднее в этом же году, после присоединения Лангобардского королевства к Франкскому государству, принадлежность Сполетского герцогства Святому Престолу была подтверждена и королём Карлом Великим.

### Разногласия с папой Адрианом I
Однако уже вскоре отношения Гильдепранда с Адрианом I ухудшились, так как новый герцог не пожелал предоставить папе полную власть над своими владениями. Поездка папы в Сполето, совершённая в середине 775 года, во время которой тот попытался управлять землями герцогства как своими собственными, вызвала окончательный разрыв Гильдепранда с Адрианом. Чтобы избавиться от власти папы римского, герцог Сполето принял решение стать вассалом короля франков, что было выгодно и самому Карлу Великому, в этом случае получавшему сюзеренитет над одним из крупнейших герцогств Италии. В качестве первого шага к установлению вассальных отношений, Карл Великий направил в Сполето трёх своих посланцев (лат. missi dominici), возглавляемых епископом Поссессором, которые по пути к Гильдепранду даже не посетили ожидавшего их приезда в Риме Адриана I, чем вызвали сильный гнев папы.
Желая укрепить к себе доверие Карла Великого, 28 октября 775 года Адриан I направил правителю франков послание, в котором сообщал о готовящемся в Италии мятеже. По словам папы, патриарх Градо Иоанн IV сообщил ему, что герцог Беневенто Арехис II, герцог Сполето Гильдепранд, герцог Фриуля Ротгауд и герцог Регинбальд, к которым, возможно, примкнул и архиепископ Равенны Льва I, вступили в сговор с византийцами, намереваются в марте следующего года поднять мятеж, восстановить Лангобардское королевство и посадить на его престол Адельхиза, сына свергнутого короля Дезидерия. Предполагается, что обвинения, выдвинутые Адрианом I против герцогов Беневенто и Сполето, не имели под собой реальной основы и были обусловлены притязаниями папы на их владения. В пользу этого предположения приводится довод о том, что против франков восстал только один из упомянутых в послании правителей, герцог Ротгауд, погибший впоследствии во время подавления мятежа Карлом Великим.

### Гильдепранд — вассал короля франков
В следующие годы, несмотря на многочисленные протесты Адриана I, между Гильдепрандом и Карлом Великим продолжалось дальнейшее сближение: государевы посланцы продолжали посещать Сполетское герцогство, ведя переговоры с его правителем и не ставя о них в известность папу римского, король франков как уже сеньор герцога подтверждал сделанные им дарения, а герцог датировал свои документы годами правления Карла Великого. Процесс перехода Сполето под власть короля франков завершился в 779 году, когда Гильдепранд прибыл ко двору Карла, был радушно им принят и как вассал со своим сеньором обменялся с королём подарками. Эта встреча окончательно положила конец зависимости Сполетского герцогства от пап римских.

### Последние годы
О последних годах правления Гильдепранда известно не очень много. Около 782 года герцог сделал большое пожертвование монастырю Монтекассино, передав обители не только некоторые из принадлежавших ему земель, но и порт на озере Фучино вместе со всеми проживавшими там рыбаками. В 784 году Гильдепранд упоминается как государев посланник, вместе с епископом Поссессором Тарантезским разбиравший спор между монахами Сан-Виченцо-а-Вольтурно и их бывшим аббатом Пото.
В 788 году герцог Гильдепранд вместе с другими вассалами правителя Франкского государства, князем Беневенто Гримоальдом III и королевским эмиссаром Винигизом, принял участие в походе против византийцев, которые высадились в Калабрии и намеревались возвести Адельхиза, сына последнего короля лангобардов, на престол его отца. В сражении франки одержали полную победу над войском стратига Сицилии Феодора, убив не менее четырёх тысяч византийцев и ещё около тысячи взяв в плен. Это поражение заставило императора Византии Константина VI отказаться от дальнейшей военной поддержки Адельхиза.
Вскоре после этого сражения, возможно, уже в том же году, Гильдепранд скончался. Он стал последним знатным лангобардом, управлявшим Сполето, так как после его смерти новым герцогом по приказу Карла Великого был поставлен франк Винигиз.
Гильдепранд был женат на Регарде, дочери герцога Алеманнии Готфрида и сестре герцога Баварии Одилона. Единственным ребёнком, родившимся в этом браке, была святая Аделинда, основательница аббатства Бухау.